# ابراهیم اسماعیل چندریگار
ابراهیم اسماعیل چندریگار (زاده ۱۵ سپتامبر ۱۸۹۷ – درگذشته ۲۶ سپتامبر ۱۹۶۰) یک سیاستمدار اهل پاکستان و از اکتبر تا دسامبر ۱۹۵۷ نخست‌وزیر این کشور بود.